# Ary Vidal
Ary Ventura Vidal (Rio de Janeiro, 28 de dezembro de 1935 — Rio de Janeiro, 28 de janeiro de 2013) foi um treinador brasileiro de basquetebol.

## Carreira
Ary Ventura Vidal (in memoriam) Iniciou a carreira de treinador em 1959, no Tijuca Tênis Clube.
Como treinador da Seleção Brasileira de Basquetebol Feminino, dirigiu 11 jogos (oito vitórias e três derrotas) em duas competições oficiais. Pela masculina, foram 124 jogos (92 vitórias e 29 derrotas) em 16 competições.
Treinando a equipe masculina brasileira, derrotou a seleção dos Estados Unidos na final do Jogos Pan-Americanos de 1987 em Indianápolis. Era o treinador da última participação da seleção masculina com Oscar Schmidt em quadra, nos Jogos Olímpicos de Atlanta 1996. A equipe masculina brasileira de basquetebol voltaria a disputar os Jogos Olímpicos 16 anos depois, nos Jogos Olímpicos de Londres 2012, sob o comando do treinador argentino Rubén Magnano.
Afastado das quadras por problemas de saúde, em 2009, assumiu a direção de basquetebol do Flamengo.
Publicou o livro "Basquetebol para vencedores" em 1991 pela Editora Rigel.

## Morte
Portador de problemas renais e cardíacos crônicos, foi internado em 23 de outubro de 2012 na UTI do Hospital São Lucas ao apresentar um quadro agudo. Desde 28 de dezembro, quando completou 77 anos, havia retornado para o quarto. Porém, seu quadro se agravou em 28 de janeiro de 2013, quando veio a falecer.

## Principais resultados
Esses foram os principais resultados:

### Seleção Masculina
| Campeonato                        | Local         | Pais           | Ano  | Classificação |
| --------------------------------- | ------------- | -------------- | ---- | ------------- |
| Campeonato Mundial                | —             | Filipinas      | 1978 | 3° lugar      |
| Jogos Pan-Americanos              | San Juan      | Porto Rico     | 1979 | Bronze        |
| Campeonato Mundial                | —             | Espanha        | 1986 | 4° lugar      |
| Jogos Pan-Americanos              | Indianápolis  | Estados Unidos | 1987 | Ouro          |
| Torneio Pré-Olímpico das Américas | —             | Uruguai        | 1988 | Campeão       |
| Jogos Olímpicos                   | Seul          | Coreia do Sul  | 1988 | 5º lugar      |
| Torneio Pré-Olímpico das Américas | —             | Estados Unidos | 1992 | 3° lugar      |
| Torneio Pré-Olímpico das Américas | —             | Argentina      | 1995 | 3° lugar      |
| Jogos Pan-Americanos              | Mar del Plata | Argentina      | 1995 | Bronze        |
| Jogos Olímpicos                   | Atlanta       | Estados Unidos | 1996 | 6º lugar      |

### Seleção Feminina
| Campeonato               | Local          | Pais            | Ano  | Classificação |
| ------------------------ | -------------- | --------------- | ---- | ------------- |
| Campeonato Sul-Americano | Rio de Janeiro | Brasil          | 1965 | Campeão       |
| Campeonato Mundial       | —              | Tchecoslováquia | 1967 | 8° lugar      |

### Clubes
| Clube             | Campeonato            | Local                 | Pais   | Ano  | Classificação |
| ----------------- | --------------------- | --------------------- | ------ | ---- | ------------- |
| União Corinthians | Campeonato Brasileiro | Santa Cruz do Sul, RS | Brasil | 1994 | Campeão       |